# Struptag
| Struptag (strupgrepp, stryptag, strypgrepp) |
| --- |
| Struptag bakifrån, med ena armen, av en amerikansk soldat på en annan. - Betydelse – tag med hand, händer eller arm runt hals/luftstrupe - Syfte – kontroll, strypsex, strypning - Relaterade begrepp – nackgrepp, Strypleken |

Struptag (även strupgrepp, stryptag eller strypgrepp) tas med hand, händer eller arm runt om någons hals och luftstrupe. Det är en form av våld och kan användas för att kontrollera någon och begränsa hens rörlighet, alternativt användas för strypsex eller som del av strypning. Framifrån kan man greppa om halsen med tumme och övriga fingrar på olika sidor om halsen, medan man bakifrån kan ta hela armen runt halsen (ibland benämnt armgrepp).

## Mål
Ett struptag är en kontrollerande handling. Genom att hålla handen, händerna eller en arm runt om en annan människas hals, hindras personen från att röra sig. Till skillnad från ett nackgrepp har man här nära kontakt med luftstrupen, och ett kraftigt struptag kan försvåra lufttransporten till och från lungorna. Ett kraftigt och ihållande grepp om luftstrupen kan leda till allvarlig syrebrist och i förlängningen döden genom kvävning.
Struptaget kan ha som mål att just begränsa lufttillförseln. Det kan ske i erotiskt upphetsande syfte, eftersom syrebrist kan leda till sexuell upphetsning (se även Strypleken).

## Användning

### Kampsport och kamp
Struptag kan användas i kampsammanhang, för att få fysiskt övertag över sin motståndare. Här är det vanligt att bakifrån lägga armen runt motståndarens hals – armgrepp [runt halsen] – så framsidan av halsen hamnar i armbågsvecket. Metoden kan snabbt leda till svimningstendenser hos motståndaren, eftersom lufttillförseln effektivt kan stoppas. Därför är greppet förbjudet inom grekisk-romersk och fristilsbrottning av olympisk karaktär; sådana grepp förekommer dock inom amerikansk fribrottning.
Användning av dylika armgrepp runt någons hals lärs ibland ut inom vissa militära sammanhang, som del av närstridstekniker. Det kan antingen användas för försvar eller för att övermanna motståndaren.

### Sexuella sammanhang
Halsen och nacken är känsliga zoner, och olika slags beröring här kan ge stor intimitet och närhetskänsla. Detta kan göras i form av mjuka smekningar eller med hårdare och mer bestämda handgrepp. Och även i det senare fallet kan det göras mer som en markering av kontrollen än en faktiskt rörelsebegränsning.
Målet med ett struptag kan dock vara att öka dominansen mellan två parter i en (sexuell) lek som syftar till maktutbyte. Inom BDSM, våldspornografi och annan pornografi utförs ofta struptag som begränsar rörligheten för en av deltagarna, något som därmed förtydligar den andras maktövertag. Struptaget kan vara hårt eller lätt – som medveten strypning eller kontrollåtgärd, alternativt som tillfälligt stöd för handen under akten. Under en sexuell lek kan själva handpåläggandet symbolisera kontroll, och då är det ibland endast gjort som en markering. För att ett "teatraliskt struptag" inte ska ge medicinska risker, behöver man även undvika att trycka hårt på pulsådrorna på båda sidor om luftstrupen.
Struptag under ett samlag anses ofta ha blivit vanligare förekommande, inspirerat av den ökade synligheten av praktiken inom internetpornografi. Under benämningen strypsex har den i bland annat Sverige varit föremål för mediedebatter med utgångspunkt för pornografins påverkan på människors sexliv. Ofta påtalas riskerna med struptag, liksom att greppet ibland tas utan föregående förhandling mellan parterna. I sådana fall kan struptaget motsvara misshandel eller sexuellt övergrepp. I allmänhet avråds från struptag och andra dominerande och våldsamma handlingar när man inte känner varandra, på grund av den sämre kunskapen och tryggheten mellan de inblandade.

## Etymologi
Struptag och liknande ord syftar på strupe eller strypning. Just struptag finns belagt i svensk skrift sedan 1920, medan strupgrepp finns noterat i skrift sedan 1932. Strypgrepp finns i skrift sedan 1907, och stryptag sedan 1921. Struptag/-grepp är mer neutrala begrepp som syftar på handlingen, medan stryptag/-grepp förtydligar avsikten ('grepp som tas för att strypa någon'). I många sammanhang används dock dessa fyra ord som synonymer.

## Liknande grepp
Strupgreppet kan jämföras med nackgrepp, som tas om nacken eller nackskinnet på en person eller djur. Detta liknar det bett som en katthona kan ta om nacken på kattungen för att transportera den från ett ställe till ett annat; metoden rekommenderas dock inte som lyftmetod av (större) katter.